# Stjärnebergs säteri
Stjärneberg var ett säteri i Släps socken, Kungsbacka kommun.
I jordeboken från 1646 upptas Bukärr 6 som ½ mantal kronohemman benämnt Torsten Håkansgård. Gården förvärvades 1653 av hovköpman Claude Rocquette, adlad Hägerstierna 1654. Gården beviljades sätesfrihet med adelskapet.. Hans hustru Maria Moijal Hägerstierna ärvde säteriet 1682.
År 1740 ärvde von der Noth gården och då stod den noterad som herrgård. Redan 1752 säljs gården till superkargör Henrik König.